# Henri Nannen
Henri Nannen (1913-1996), éditeur et publiciste allemand, est le fondateur (en 1948) et le rédacteur en chef du journal allemand Stern.

## Décoration
- Croix de commandeur de l'ordre du Mérite.